# レーティッシュ鉄道EW I系客車

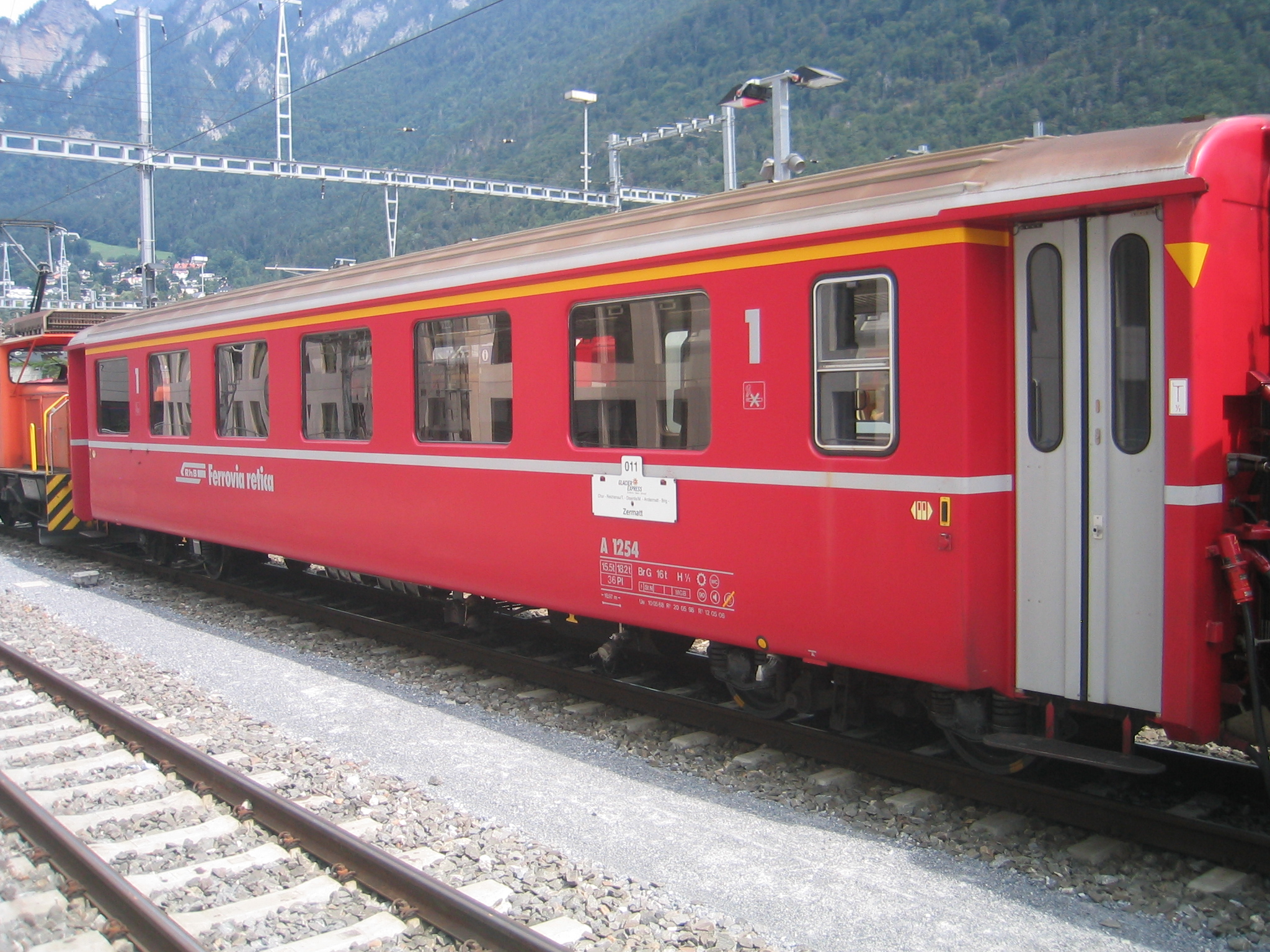
EW I系、氷河急行用に製造された17 m級の1等車、A 1253-1256形のA 1254号車

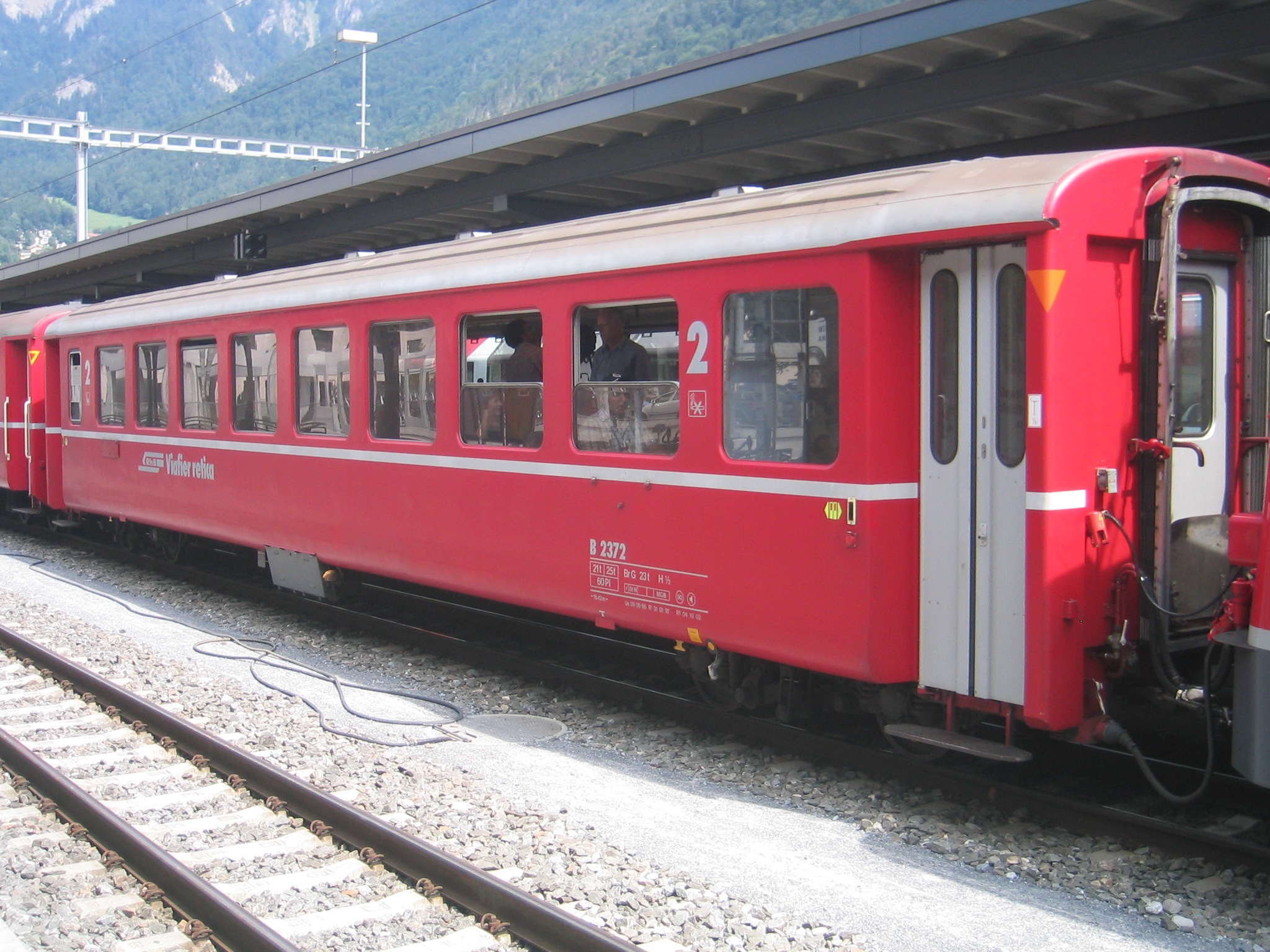
EW I系、本線系統用18.5 m級の2等車、B 2341-2373形のB 2372号車

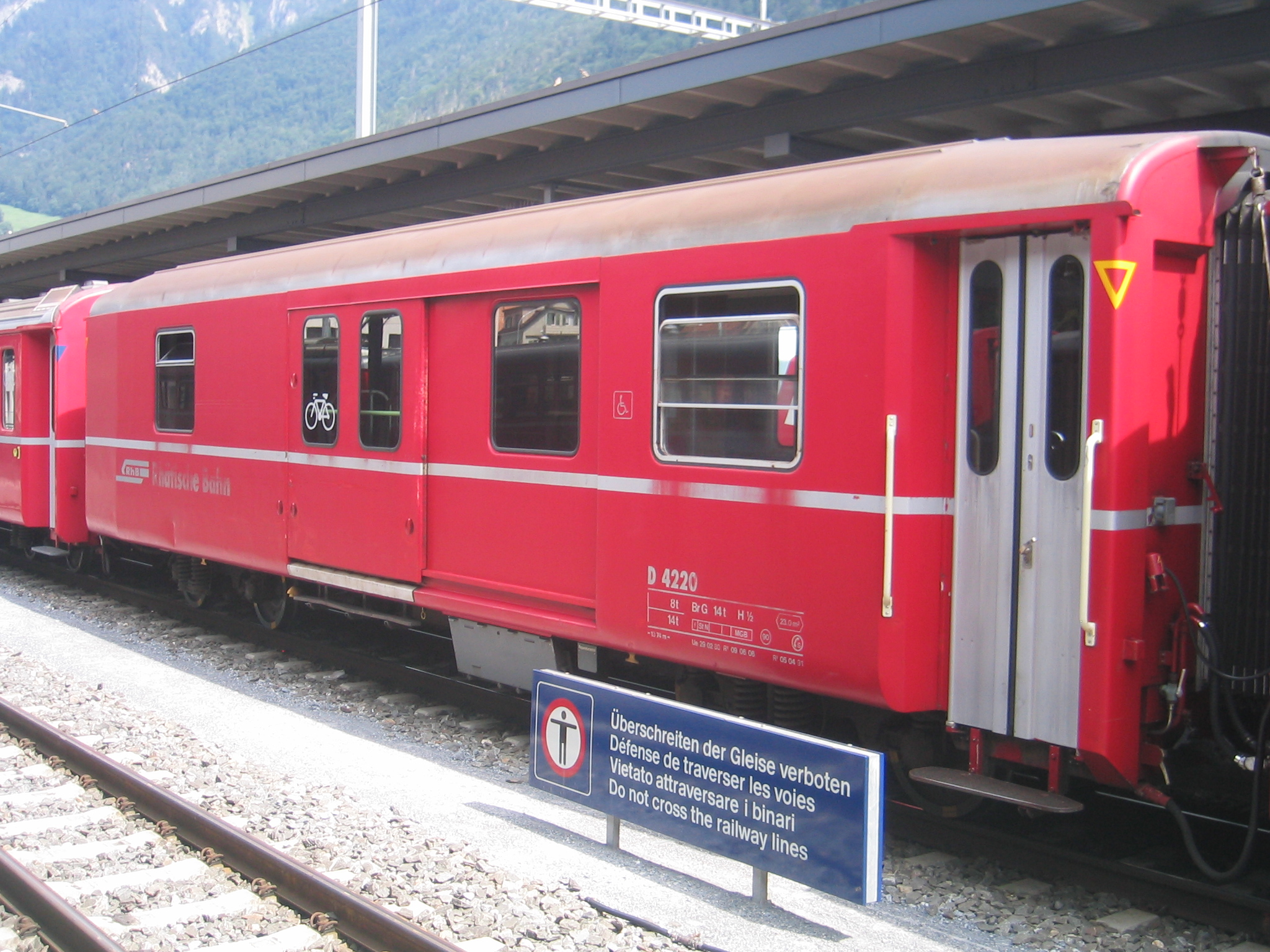
EW I系の荷物車、D 4219-4226形のD 4220号車

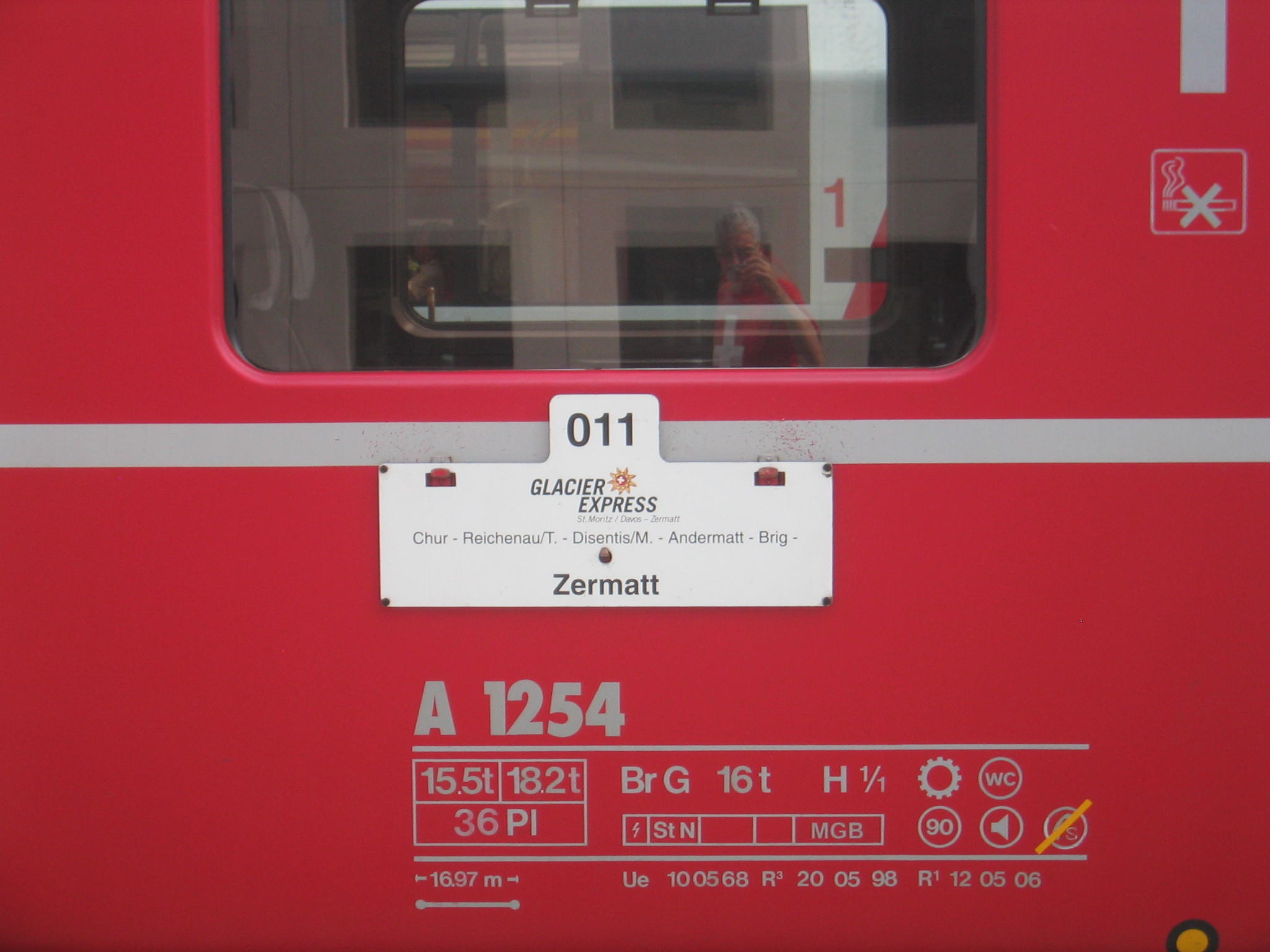
EW Iシリーズ、A 1254号車の車体標記

レーティッシュ鉄道EW I系客車（レーティッシュてつどうEW Iけいきゃくしゃ）は、スイスのレーティッシュ鉄道（Rhätischen Bahn (RhB)）で使用される客車である。

## 概要
1960年代のレーティッシュ鉄道では旧形の鋼製客車や車体中央に扉のある初期の軽量客車が使用されていたが、本系列は旅客の増加に伴い、それらに続いて1962年から1979年にかけてFFA製のEW I型狭軌用標準型客車をEW I系として計138両を導入したものであり、客室の等級や使用路線による全長の違いなどによって多くの形式に分かれている。なお、スイスの狭軌私鉄用の標準型客車はレーティッシュ鉄道で使用しているFFA製のEW I、EW II、EW III、PA 90型のほか、SIG製のEW I、EW II系、SWP製のEW I系、ACMV製のEW I、EW II系などがある。

## 仕様

### 車体
- 本系列は全長や客室の等級などのバリエーションがあるが、いずれも共通の車体構造となっており、車体は1966年製造分までと荷物車が鋼製、1968年以降製造分はアルミ製となっており、アルミ化によって3-5 tの軽量化がなされている。
- 車体の側面は平滑で窓は2等室は1,200 mm、高さ950 mm、1等室は1,400 mm、高さ950 mmの下降窓、車体端の乗降扉部分は車体幅が幅2,650 mmから2,500 mmに絞られている。また、屋根はレール方向にリブ付がついた型材で、小形のベンチレータが設置されているほか、車体端部ではわずかに絞られている。
- 乗降扉は有効幅720 mmの2枚観音開き扉で、ホームからはステップ2段を介して乗車し、トイレや荷物置場のあるデッキから客室へ入る。なお、従来の軽量客車はデッキと乗降扉が車体中央に設置されていたが、連結部分からの隙間風防止や台車上の騒音防止の観点から両車端にデッキと乗降扉を設ける従来の方式に戻されている。
- 2等室は2+2列の4人掛け、シートピッチ1,550 mmの固定式クロスシート幅1,010 mmでヘッドレストはないが、仕切りの化粧板が設置されている。1等室は1+2列の3人掛け、シートピッチ2,067 mmの固定式クロスシートで、座席は大型のヘッドレスト付で幅は2人掛で1,247 mmである。
- このほか、荷棚はシート上に枕木方向に、室内灯はカバー付の蛍光灯が天井中央に1列に設置されているほか、車内放送用のスピーカー等が客室に装備されている。また、客室は禁煙室と喫煙室に分かれている形式が多く、仕切り壁が設置されている。
- 1等車は1991年から、2等車は1995年から"REFIT"と呼ばれる更新プログラムが実施されており、内装の更新、座席の交換[6]、荷棚をレール方向へ変更、喫煙・禁煙室間仕切りのガラス化、扉の自動化、トイレのシステム更新と2箇所装備車は1箇所の撤去などの改造が施工されている。なお、費用は1両50,000から60,000スイス・フランである。
- 塗装ほか
  - 1960年代の車体塗装は緑もしくは赤[7]をベースに窓下に白帯、扉が金色で、側面中央に金色でRhBのレタリングが、その下に小さく車番が入り、扉横に客室の等級番号が、1等車の窓上には黄色の細帯が入る。また、屋根および屋根上機器がライトグレー、床下機器と台車はダークグレーであった。
  - その後1970年代には車体側面中央のRhBのレタリングの代わりに旧タイプのロゴに変わり、車体標記類がUIC方式の記述となり、屋根が銀色となっている。
  - 1980年代以降は全車車体塗装が赤で側面窓下の帯が銀、側面左側帯下に新ロゴが入るものとなった。車番および各種標記が側面右下に、等級番号は窓横に入っている。
  - 2004年からさらに塗装が変更され、窓下の銀帯が太くなり、車体左寄りの帯部に社名のレタリングが入り、右寄りの帯中にグラウビュンデン州のロゴが入る。扉は銀であるが、車体の銀帯と連続して一部に赤帯が入り、1等室の窓上の黄色帯は車端部の扉横部分のみとなっている。

### 装備

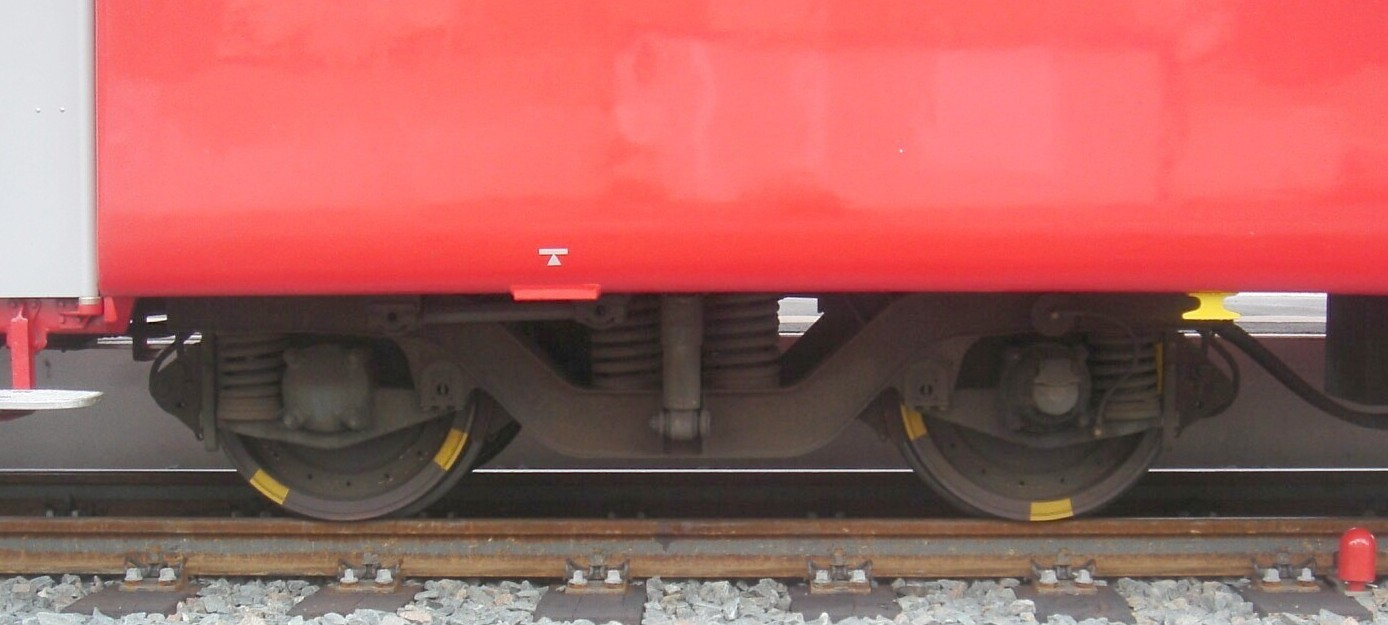
ベルニナ線用B 2457号車のSWP68台車

- 客車で使用する電力は室内灯などは車軸発電機と蓄電池から直流36 Vが供給され、暖房用には機関車から交流300 V16 2/3 Hz（本線系統）、直流1,000 V（ベルニナ線）もしくは2,400 V（クール・アローザ線）が供給される。
- クール・アローザ線用車は暖房電源の引通し用に車端部屋根上に電気連結器を設置していたが、1997年の同線の電気方式の交流化に伴い撤去されている。
- 台車は軸距1,800 mm、車輪径750 mmの鋼板溶接組立式台車で、SIG製のトーションバー式およびBrünigタイブ台車、SWP製のSWP68およびSWP 74台車の各タイプを使用している。SIGのトーションバー式とSWP68は当初は最高速度は75 km/hに設定されていたが、後に90 km/hに引き上げられている。
- SIGのトーションバー式は軸箱支持方式は円筒案内式、枕バネはトーションバー方式、SWP製の台車は軸箱支持方式は軸梁式、枕バネはコイルバネとなっており、ラック区間を走行する車両はアブト式のブレーキ用ピニオンを装備しており、軸距が900+1100 mmの2,000 mmとなっている。なお、いずれもブレーキシリンダは従来の車体装備から台車装備に変更され、乗り心地や保守性が向上している。

### 本線系統用
- A 1223-1243II形
- AB 1519-1534形
- B 2341-2373形
  - 本線系統用の車体長18.5 m級の車両で、初期製造車はそれぞれA4ü 1223-1227、AB4ü 1519-1534、B4ü 2341-2355であった。
  - 全長が長いため、当初は本線系統のみで使用されていたが、1990年以降ではマッターホルン・ゴッタルド鉄道[8]線への乗入れにも使用されている。
  - EW I系のうち、本グループと荷物車のグループのみ車体が鋼製となっているほか、トイレが前後のデッキに計2箇所設置されているのが特徴である。
  - 窓扉配置はA 1223-1243II形がD161D（扉-トイレ窓-1等室-トイレ窓-扉）、AB 1519-1534形がD1431D（扉-トイレ窓-2等室-1等室-デッキ窓-扉）、B 2341-2373形がD181D（扉-トイレ窓-2等室-デッキ窓-扉）

### ベルニナ線、クール・アローザ線およびFO、BVZ直通用
- A 1253-1256形
  - 氷河急行用に用意された1等車で、当時は乗入先のフルカ・オーバーアルプ鉄道[9]やブリーク-フィスプ-ツェルマット鉄道[10]は線路条件の関係で車両の全長が最大17 mに制限[11]されていたため、本形式も本線系統用の18.5 m級より短い17 m級で窓扉配置D61D（扉-1等室-トイレ窓-扉）となっている。また、片側の台車はブレーキ用ピニオンを装備している。
  - 冬季の氷河急行のシーズンオフ時にはクール・アローザ線で使用することとしており、車端部の屋根上に暖房用の直流2,400 Vの車間引通し用の電気連結器が設置されている。
  - 本形式は当初より車体が赤色塗装であった。
  - 製造後は主に氷河急行の1等車として使用されていたが、1985年以降18.5 m級の車両が氷河急行にも使用されるようになったため、現在では他の客車と共通で使用されている。
- AB 1541-1546形
- B 2307-2314、2451-2460形
  - ベルニナ線用に用意された1/2等車と2等車で、ベルニナ線の最小曲線半径が50 mと小さく、車両の全長が16.5 mに制限されていたために全長15 m級で製造されており、窓扉配置はAB 1541-1546形がD142D（扉-トイレ窓-2等室-1等室-扉）、B 2307-2314、2451-2460形がD161D（扉-トイレ窓-2等室-デッキ窓-扉）である。
  - ベルニナ線は気象条件が厳しく、従来のEW I系のSIG製のトーションバータイプの台車では冬季に台車周りの凍結による機能低下が懸念されたため、本形式では新しいSWP68台車を採用している。
  - クールからティラーノ間の直通用に製造されたもので、本形式の増備に伴い1968年からクールからベルニナ線への直通運用が開始され、1973年夏からベルニナ急行の運転が開始されている。
  - その後ベルニナ急行はEW III系、EW IV系での運行を経て現在ではパノラマ客車による運行となっており、本形式は主にローカル列車で使用されている。
- ABt 1701-1703形
- B 2315-2319形
  - クール・アローザ線用に製造された形式で、ABt 1701-1703形は狭いクール駅構内の構内事情を考慮して全長15 m級としたABDe4/4 481II-486II形およびABe4/4 487II,488形電車の1/2等制御客車、B 2315-2319形は全長18.5 m級の2等車であり、いずれも当初より車体は赤色塗装で、クール・アローザ線用の車端部屋根上の暖房用引通し用電気連結器を装備している。
  - ABt1701-1703形は片側に長さ1,600 mmの運転室を設置しており、窓扉配置は1D132D（乗務員室-扉-デッキ窓-2等室-1等室-扉）、前面はABDe4/4 481II-486II形電車に類似の貫通扉付き3枚窓スタイルとなっている。
  - B 2415-2319形はB 2341-2373形と類似であるが、台車が異なり、車体がアルミ製となっているほか、トイレが1箇所で窓扉配置がD181D（扉-トイレ窓-2等室-デッキ窓-扉）であるなどの差異がある。

### Be4/4 511-516形のシャトルトレイン用
- ABDt 1711-1716形
- B 2411-2416形
  - 詳細はレーティッシュ鉄道Be4/4 511-516形電車の項を参照
  - Be4/4 511-516形と編成を組んでクールおよびラントクアルトの近郊列車として運用されるグループで、Be4/4 511-516形 - B 2411-2416形 - ABDt 1711-1716形の3両もしくはB 2417-2420形を組み込んだ4両の固定編成で使用される。
  - 基本的な構造はEW Iシリーズのものであるが、台車がSIGのBrünigタイブもしくはEW II系とおなじSWP74で最高速度が当初から90 km/hであること、ブレーキが空気ブレーキであること、連結器が+GF+電気連結器付自動連結器であること、乗降扉が電磁空気式の自動扉であることなどの差異がある。

### 荷物・郵便車
- D 4214-4218形
- D 4219-4226形
- DZ 4231-4233形
  - EW II系の車体を持つ荷物車および郵便・荷物車であるが、D 4214-4218形は旧形のZ4o 81-85形から流用した1948、49年SWS製の台車を使用し、D 4219-4226形は本形式の製造時に旅客用の客車がすでにEW II系に移行していたため、SWP74を使用している。
  - DZ 4231-4233形はクール・アローザ線用に使用されるため、車端部屋根上に暖房用引通し用電気連結器を装備しているほか、車体が当初から赤色塗装となっている。

### 改造車
- WR 3822形
  - A 1243号車を1993年に食堂車に改造したもので、片側のデッキと手荷物置場、トイレを撤去して冷蔵庫と簡易キッチンを設けているほか、車体側面に"RESTAURANT"とレタリングがされている。
  - 本形式は車両内では調理をせず、ケータリングによるサービスを提供している。

- Bt 1703形
- BD 2481形
- As 1171形

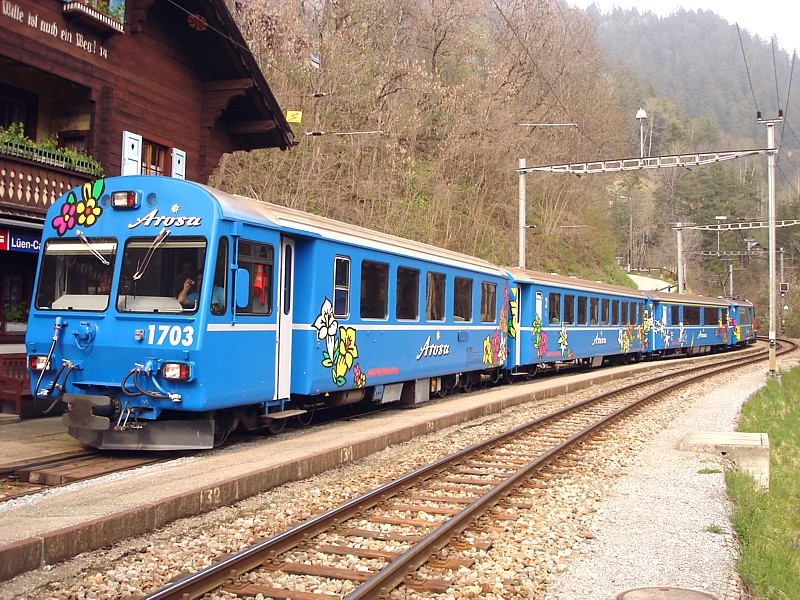
EW I系、Bt 1703号車を先頭としたアローザ急行

  - クール・アローザ線は1997年に電気方式が直流2,400 Vから本線系統と同じ11 kV16 2/3 Hzに変更されたが、この際に用意されたアローザ急行用の客車であり、これらの改造車と塗装と座席モケットのみ変更したB2315、2319号車とAB1570号車およびGe4/4II形電気機関車で専用の編成を組んでいる。
  - Bt 1703形はABt 1703号車を改造したもので、運転室をBDt 1751-1758形と同じ新形のものに交換しており、前面はくの字型の2枚窓で、運転台はGe4/4III形649-651号機と同じ機関車用の新しいものとなっている。
  - 客室は2等室は座席が専用デザインのものに交換され、旧1等室部分にはコの字形にソファが設置され、旧1/2等室間の仕切は撤去され、反運転室側の扉も撤去されている。
  - BD 2481形はDZ 4233号車を改造したもので、旧郵便室部分を2等室に改造し、片側にクロスシートを5席、反対側に立席テーブルを設けている。
  - As 1171形はA 1256号車を改造したもので、客室は両端の1ボックスずつを残してその他の部分をサロンとして円形に座席を並べている。また、サロン部分の窓は従来の窓2つ分をつなげた大形の固定窓としている。
  - このほか、これらの客車は青色をベースに"Arosa"のレタリングと花をあしらった専用の塗装となっている。
- As 1256形
  - 1998年にAB 1546号車を改造したサロン車であり、フィリップ・スタルクによってデザインされ、アルネ・ヤコブセンのアームチェア、喜多俊之のリクライニングチェアとテーブルのセット、ヴィコ・マジストレッティのランプ、ル・コルビュジエの椅子、1870年製のアンティークのテーブルと椅子のセット、バーカウンターなどが設置されている。
  - 外観は赤と黒と白をベースに椅子などがデザインされたものとなっており、"Star[c]kes Stück"、"die SESSEL bahn"のレタリングが入っている。
- ABt 1701、1702形

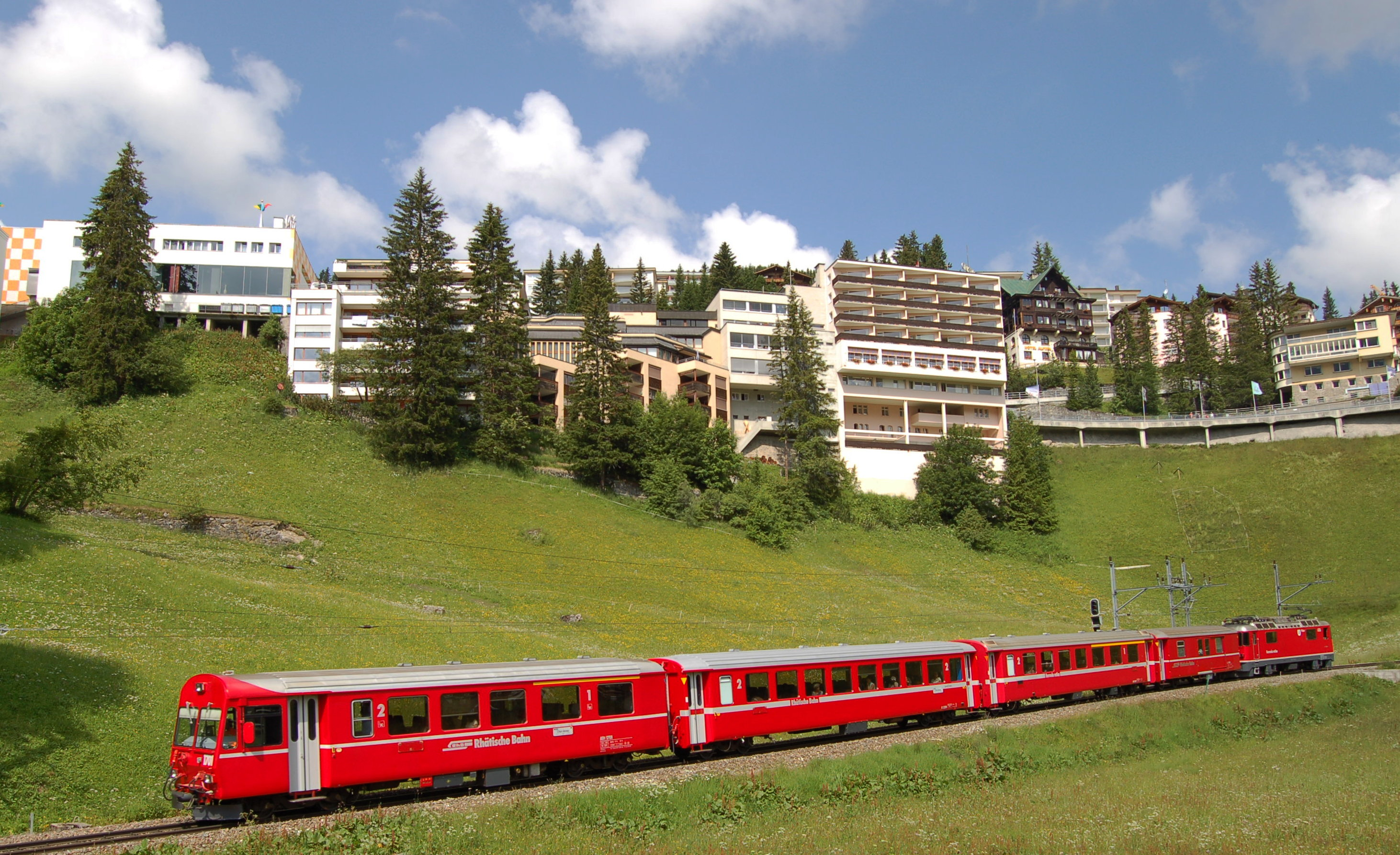
改造後のEW I系、Bt 1701号車を先頭としたアローザ線の列車

- - クール・アローザ線の電気方式の変更に伴い、ABDt 1701、1702号車を改造したもので、基本的にBt 1703号車と同一の運転室交換工事を実施し、反運転室側の扉を撤去したものである。
  - 引き続きクール・アローザ線で使用されるほか、フェライナトンネルを通る列車フェリーの制御車としても使用できるようになっており、Ge4/4III形と空気ブレーキ式の自動車輸送用の貨車を制御することができ、最高速度も100 km/h対応となっている。

- A 1243II-1250形
- B 2290-2297形

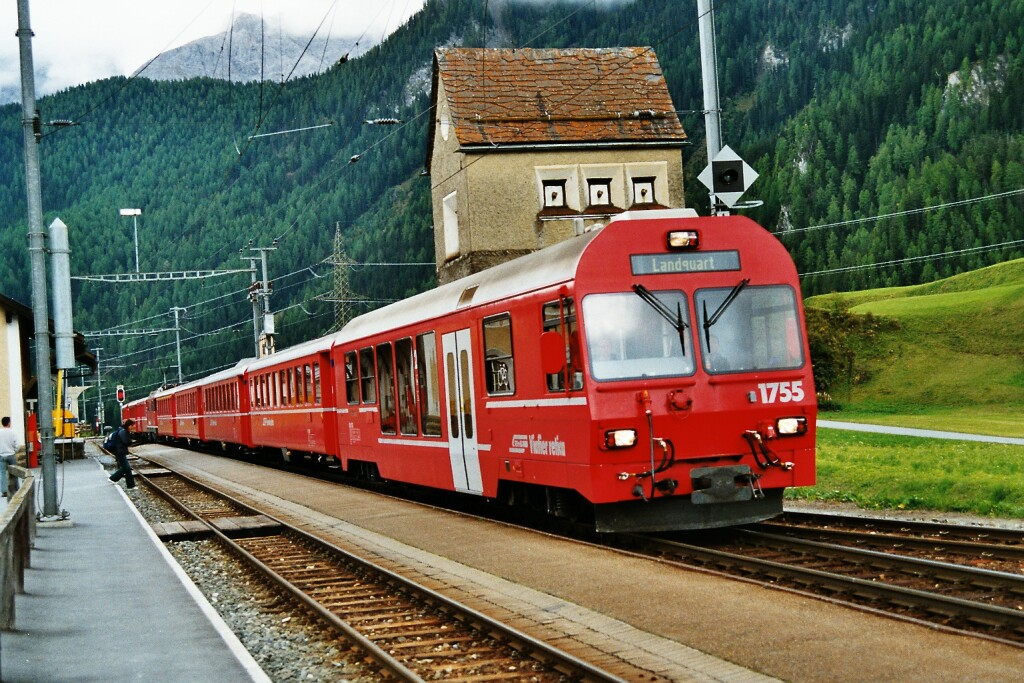
EW I系を中間車としたNEVA Retica

  - フェライナトンネルの開通に伴い、クールやラントクアルトとエンガディン線方面の列車は"NEVA Retica[12]"と呼ばれるシャトルトレインとなったが、この列車用に1999年にAB 1519-1534形を改造したもので、1/2等車を2分割して1等室同士、2等室同士を結合する改造により、16両の1/2等車を8両ずつの1等車と2等車に組み替えたもので、最高速度は100 km/hとなっている。
  - NEVA ReticaはBDt 1751-1758形制御客車と本形式数両などの中間車、Ge4/4II形とで編成を組んでいる。

### 主要諸元
- 軌間：1,000 mm
- 全幅：2,650 mm
- 全高：3,550 mm（標準）
- 床面高：940 mm（標準）
- 軸距：1,800 mm（ブレーキ用ギヤ付台車は2,000 mm）
- シートピッチ：2,067 mm（1等車、サロン車を除く）、1,550 mm（2等車）
- ブレーキ装置：空気ブレーキ（制御車）、真空ブレーキ、手ブレーキ
- その他、形式別の諸元は以下の通り

| 形式                     | 製造年  | 製造両数 | 使用可能路線       | 使用路線     | 台車形式 | 全長[mm] | 台車中心間 [mm] | 自重[t] | 定員（1等） [名] | 定員（2等） [名] | 荷重[t] | 最高速度 [km/h] |
| ------------------------ | ------- | -------- | ------------------ | ------------ | -------- | -------- | --------------- | ------- | ---------------- | ---------------- | ------- | --------------- |
| A 1223-1243II形          | 1962-65 | 21       | StN/BB/MGB*1,2,3   | StN/MGB*2    | SIG-T    | 18420    | 12830           | 20.0    | 36               | -                | -       | 90              |
| AB 1519-1534形           | 1963-66 | 16       | StN/BB/MGB*1,2     | StN/MGB*2    | SIG-T    | 18420    | 12830           | 18.0    | 18               | 31               | -       | 90              |
| B 2341-2373形            | 1963-66 | 33       | StN/ChA/BB/MGB*2,3 | StN/MGB*2    | SIG-T    | 18420    | 12830           | 18.0    | -                | 64               | -       | 90              |
| A 1253-1256形            | 1968    | 4        | StN/ChA/BB/MGB*3   | StN/ChA/MGB  | SIG-T    | 16970    | 11380           | 15.5    | 36               | -                | -       | 90              |
| AB 1541-1546形           | 1968    | 6        | StN/BB/MGB*4       | StN/BB/MGB*2 | SWP68    | 14911    | 9325            | 13.0    | 12               | 31               | -       | 90              |
| B 2307-2314、2451-2460形 | 1968-72 | 18       | StN/ChA/BB/MGB     | StN/BB/MGB   | SWP68    | 14911    | 9325            | 12.0    | -                | 48               | -       | 90              |
| ABt 1701-1703形          | 1969    | 3        | StN/ChA            | StN/ChA      | SWP68    | 15026    | 9590            | 13.0    | 12               | 23               | -       | 90              |
| B 2315-2319形            | 1969    | 5        | StN/ChA/BB/MGB*3   | StN/ChA/MGB  | SWP68    | 18420    | 12830           | 18.0    | -                | 64               | -       | 90              |
| ABDt 1711-1714           | 1971    | 4        | StN                | StN          | SIG-S    | 18400    | 12470           | 13.0    | 12               | 31               | 2       | 90              |
| ABDt 1715、1716          | 1979    | 2        | StN                | StN          | SWP74    | 18400    | 12470           | 13.0    | 18               | 23               | 2       | 90              |
| B 2411-2414              | 1971    | 4        | StN                | StN          | SIG-S    | 18420    | 12830           | 13.8    | -                | 64               | -       | 90              |
| B 2415、2416             | 1979    | 2        | StN                | StN          | SWP74    | 18420    | 12830           | 14.0    | -                | 64               | -       | 90              |
| D 4214-4218形            | 1970    | 5        | StN/MGB            | StN/MGB      | SWS      | 13740    | 8100            | 13.5    | -                | -                | 8       | 90              |
| D 4219-4226形            | 1980    | 8        | StN/MGB            | StN/MGB      | SWP74    | 13740    | 8100            | 13.5    | -                | -                | 8       | 90              |
| DZ 4231-4233形           | 1969-81 | 8        | StN/ChA            | ChA          | SWP68    | 12920    | 6500            | 9.0     | -                | -                | 5       | 90              |
| WR 3822形                | (1993)  | 1        | StN/ChA/MGB*1      | StN/MGB      | SIG-T    | 18420    | 12830           | 22.0    | 36               | -                | -       | 90              |
| Bt 1703形                | (1997)  | 1        | StN/MGB            | ChA          | SWP68    | 15030    | 9590            |         | -                | 34               | -       | 90              |
| BD 2481形                | (1997)  | 1        | StN/MGB            | ChA          | SWP68    | 12920    | 6500            |         | -                | 5                |         | 90              |
| As 1171形                | (1997)  | 1        | StN/MGB            | ChA          | SIG-T    | 18420    | 12830           |         | 38               | -                | -       | 90              |
| As 1256形                | (1998)  | 1        | StN/BB/MGB         | -            | SWP68    | 14190    | 9330            | 13.0    | 15               | -                | -       | 90              |
| ABt 1701、1702形         | (1998)  | 2        | StN/MGB            | -            | SWP68    | 15030    | 9590            |         | 12               | 22               | -       | 100             |
| A 1243II-1250形          | (1999)  | 8        | StN/MGB            | -            | SIG-T    | 18420    | 12830           | 21.0    | 36               | -                | -       | 100             |
| B 2290-2297形            | (1999)  | 8        | StN/MGB            | -            | SIG-T    | 18420    | 12830           | 21.0    | -                | 60               | -       | 100             |

- 脚注：*1：1990年までChA、*2：MGBは1990年以降、*3：ベルニナ線はアルプ・グリュムまで、*4：1984年までChA
- 凡例:StN：本線系統、ChA：クール・アローザ線、BB：ベルニナ線、MGB：マッターホルン・ゴッタルド鉄道線

## 同形車
- FFA社のEW I型は合計181両が製造され、レーティッシュ鉄道のほか、以下のようにスイス国内の各私鉄で使用されている。
  - モントルー・オーベルラン・ベルノワ鉄道[13]：1等車5両、1/2等車3両、3等車2両
  - アッペンツェル鉄道[14]：1/2等制御客車2両、2等車6両
  - Chemin de fer Bière-Apples-Morges（BAM）[15]：2等車4両
  - フルカ・オーバーアルプ鉄道：2等車10両、荷物車3両
  - ルツェルン-シュタンス-エンゲルベルク鉄道[16]：2等車6両
  - ベルン-ソロトゥルン地域交通[17]：1/2等制御客車2両